# White Dream
White Dream（ホワイトドリーム）は、東京都港区に本社のある芸能事務所である。

## 概要
- 2003年7月に設立。
- 代表取締役はビーイングの代表でもある升田敏則。
- ビーイング関連会社であるが、資本関係はない。
- ビーイング内のタレントや俳優のマネージメントを行っている
- 日本映像事業協同組合正組合員。
- B'z・ZARD・倉木麻衣・GARNET CROW(現解散)等のBeingグループ所属アーティストのコンサート制作も行なっている。

## 所属タレント
- 松村龍之介
- 長尾卓也(劇団プレステージ)
- 村山和実
- エレーナ・アン
- 千疋隼斗
- 灰塚宗史
- 福地清
- 賀村恵都

## 過去の所属アーティスト・タレント
- azusa（活動休止）
- 滴草由実（音楽活動終了）
- 中村祐美子
- 真中潤
- 白洲迅(キューブへ移籍)
- 田之上賢志
- 美桜ななみ
- 宮本紗恵
- 村松英憲
- 本田恭子
- 栗咲寛子
- 三上翔平
- 麻亜里（サムライ・マネジメントへ移籍）
- 内田衣津子
- 小野匠
- 宮元英光
- 深堀圭一郎(プロゴルファー)
- 秀光 (劇団プレステージ)